# ORP Błyskawica
Lo ORP Błyskawica fu un cacciatorpediniere della Marina militare polacca, seconda e ultima unità della classe Grom ed entrato in servizio nel 1937.
Trasferitosi nel Regno Unito poco prima dello scoppio della seconda guerra mondiale, il Błyskawica fu intensamente impegnato nel corso del conflitto su una grande varietà di teatri: prese parte alle operazioni di appoggio a terra nel corso della campagna di Norvegia nonché all'evacuazione dei reparti alleati da Dunkerque, per poi operare come unità di scorta ai convogli navali nell'oceano Atlantico settentrionale, nelle acque delle Isole britanniche e lungo la rotta artica; in seguito, partecipò agli sbarchi dell'operazione Torch e alle operazioni navali d'appoggio allo sbarco in Normandia.
Rimasto in servizio con la Marina polacca dopo il conflitto, il Błyskawica operò come nave scuola per gli allievi ufficiali fino al 1967, quando un grave incidente al sistema propulsivo portò alla sua riduzione a un ruolo statico. Radiato ufficialmente dai ranghi della marina il 22 novembre 1974, dal 1976 il Błyskawica è preservato come nave museo galleggiante nel porto di Gdynia. È il più vecchio cacciatorpediniere al mondo a essere ancora conservato.

## Storia

### Costruzione e prime operazioni

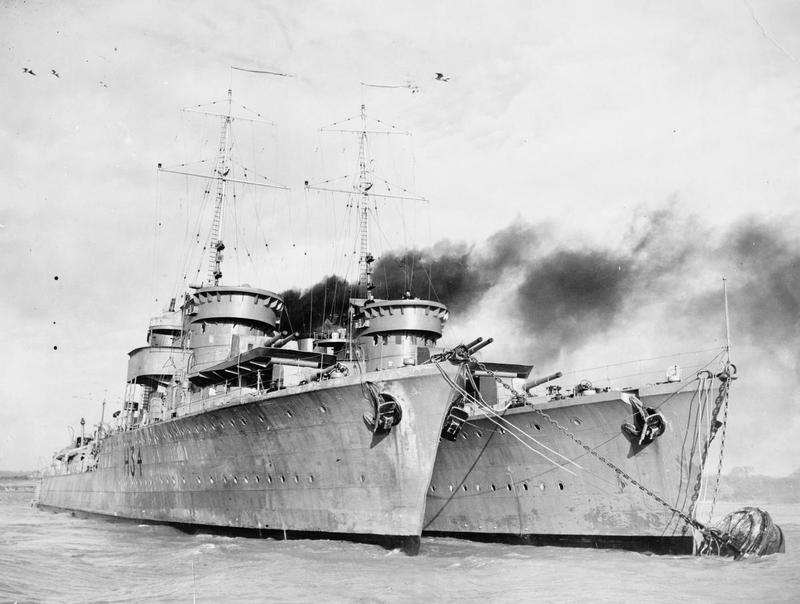
Il Błyskawica e il gemello Grom ormeggiati fianco a fianco poco dopo il loro arrivo in Gran Bretagna nel settembre 1939

Impostata il 1º ottobre 1935 nei cantieri della J. Samuel White di Cowes, nel Regno Unito, l'unità fu varata il 1º ottobre 1936 con il nome di Błyskawica ("fulmine" in lingua polacca); la nave fu quindi ufficialmente consegnata ai polacchi il 15 novembre 1937, salpando quindi per Gdynia in coppia con il gemello ORP Grom.
Nell'imminenza dello scoppio delle ostilità tra Polonia e Germania nazista, il 29 agosto 1939 l'unità lasciò Gdynia insieme ai cacciatorpediniere Grom e ORP Burza (operazione Peking), dirigendo alla volta di Leith nel Regno Unito onde non rimanere imbottigliata nel Mar Baltico dalla superiorità navale tedesca e potendo così sostenere le operazioni navali degli Alleati. Durante il transito nell'Øresund il 30 agosto i tre cacciatorpediniere polacchi si imbatterono nell'incrociatore Königsberg e in un cacciatorpediniere tedesco: poiché la guerra non era ancora stata dichiarata, le due formazioni passarono al largo senza scontrarsi; il mattino del 1º settembre la squadriglia polacca si ricongiunse con due cacciatorpediniere della Royal Navy nel Mare del Nord, raggiungendo quindi le coste britanniche.
Il Błyskawica fu quindi destinato, come le unità sue compatriote, alla scorta dei convogli navali e alla caccia dei sommergibili tedeschi nel Mare del Nord e nel Mar d'Irlanda. Il 7 settembre il cacciatorpediniere, insieme ad altre unità britanniche, attaccò senza successo un U-Boot tedesco 10 miglia a sud-est di South Uist.; il 17 settembre il Błyskawica salpò da Liverpool di scorta alla nave da trasporto Lassell, diretta a Galați carica di rifornimenti bellici per le forze polacche, ma il 22 settembre il convoglio venne fermato a Gibilterra dopo notizie circa l'imminente capitolazione della Polonia e il cacciatorpediniere rientrò a Liverpool il 26 settembre.
Il 6 novembre i cacciatorpediniere Grom e il Błyskawica, diretti a soccorrere alcuni piloti britannici abbattuti nella zona del Dogger Bank, furono attaccati da una coppia di idrovolanti tedeschi Heinkel He 115 in quello che fu il primo attacco di aerosiluranti della Luftwaffe: le due unità polacche sfuggirono ai siluri nemici senza riportare danni. In coppia con altri cacciatorpediniere britannici, il 12 dicembre il Błyskawica partecipò a un'incursione nella zona tra Texel e Terschelling per intercettare unità tedesche segnalate dalla ricognizione, ma non avvistò bersagli a causa della fitta nebbia; il 18 dicembre l'unità polacca scortò invece dei posamine britannici diretti a depositare nottetempo un campo minato davanti all'estuario dell'Ems.

### Anni 1940-1941

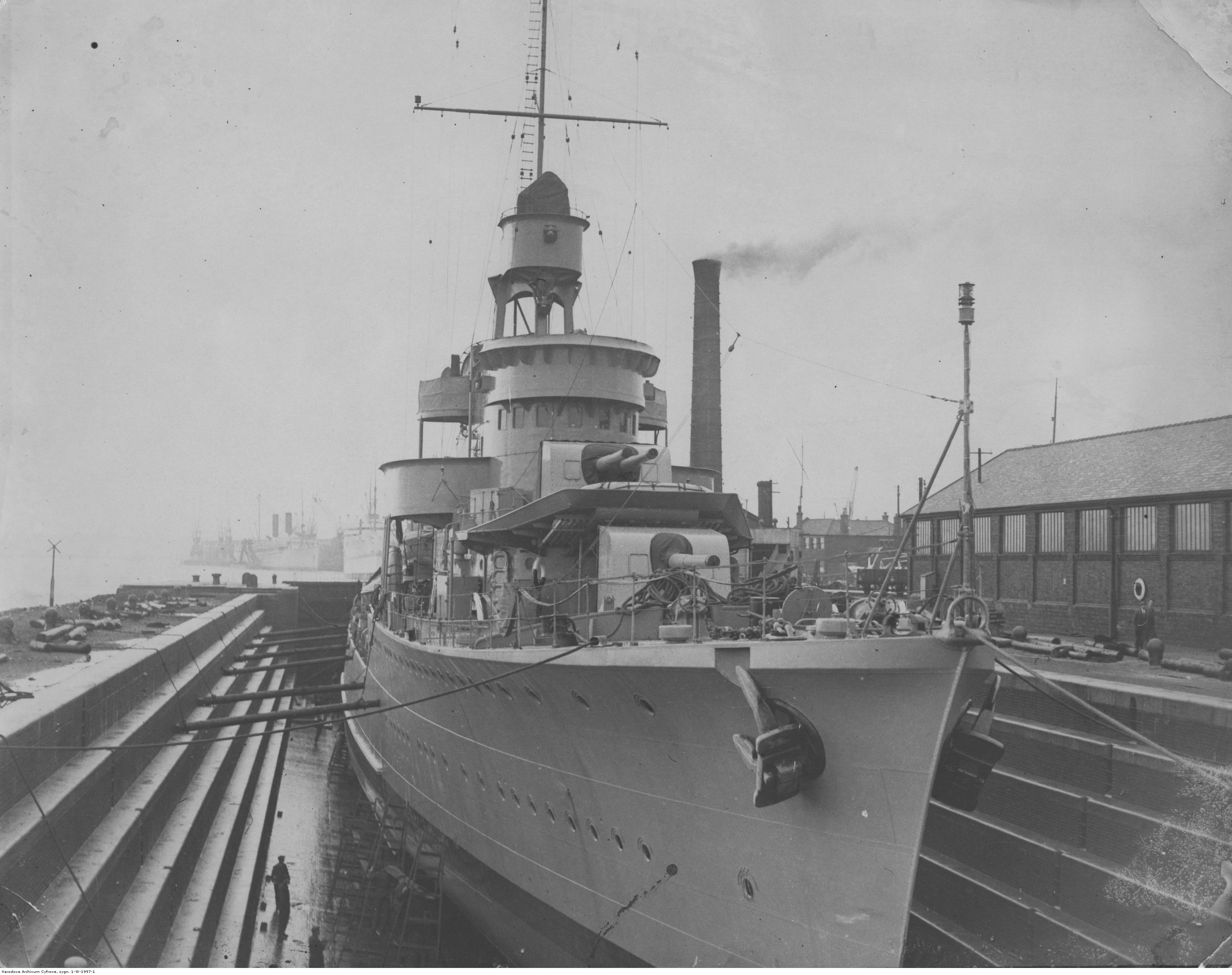
La nave in bacino di carenaggio nel Regno Unito

A metà gennaio 1940 una grave crisi interna scosse l'equipaggio del Błyskawica, con alcuni ufficiali che accusarono formalmente di codardia il comandante dell'unità Jerzy Umecki; tanto il comandante Umecki che i suoi accusatori furono sollevati dal comando e sbarcati. All'inizio di aprile 1940 il Błyskawica fu trasferito nella base di Rosyth, da cui iniziò le operazioni in appoggio dei reparti anglo-francesi impegnati nella campagna di Norvegia, conducendo missioni di pattugliamento del Mare del Nord alla ricerca della flotta d'invasione tedesca diretta in Norvegia; il 19 aprile il cacciatorpediniere sfuggì a un siluramento tentato dal sommergibile tedesco U-9. A partire dal 21 aprile il Błyskawica e il gemello Grom furono impegnati negli eventi della battaglia terrestre di Narvik: penetrati nel Rombaksfjord, i cacciatorpediniere polacchi condussero varie operazioni di bombardamento costiero delle postazioni tedesche intorno a Narvik. Il 2 maggio il Błyskawica fu impegnato in un duro scontro con l'artiglieria tedesca, venendo centrato da quattro colpi che causarono danni lievi e tre morti tra l'equipaggio; il 5 maggio invece il cacciatorpediniere fu a 12 ore di attacchi aerei della Luftwaffe nel Rombaksfjord senza riportare danni, e dopo aver scambiato colpi con l'artiglieria tedesca a terra riportando danni lievi il 6 maggio fu nuovamente sfiorato da attacchi aerei nemici rivendicando l'abbattimento di un bombardiere. Un secondo velivolo tedesco fu abbattuto il 10 maggio nel corso di una nuova incursione aerea sull'unità.
Il Błyskawica rientrò nel Regno Unito il 18 maggio, venendo quindi inviato nel canale de La Manica per prendere parte all'operazione Dynamo, l'evacuazione delle forze alleate accerchiate a Dunkerque. Il 27 maggio l'unità fu diretta al piccolo porticciolo di La Panne per evacuarvi del personale britannico, ma fu in seguito dirottata sulla stessa Dunkerque in coppia con il cacciatorpediniere HMS Vega per valutare se il porto, ingombro di relitti, potesse essere utilizzato per l'evacuazione: nonostante vari attacchi aerei, le due unità localizzarono i relitti sommersi e diedero conferma al comando che il porto era utilizzabile. In seguito l'unità polacca operò nella Manica come scorta e protezione antiaerea alle navi impegnate nell'evacuazione: il 29 maggio trainò a Dover il cacciatorpediniere HMS Greyhound, rimasto immobilizzato in un attacco aereo, mentre il giorno seguente recuperò 15 sopravvissuti del cacciatorpediniere francese Siroco silurato e affondato da una S-Boot tedesca.

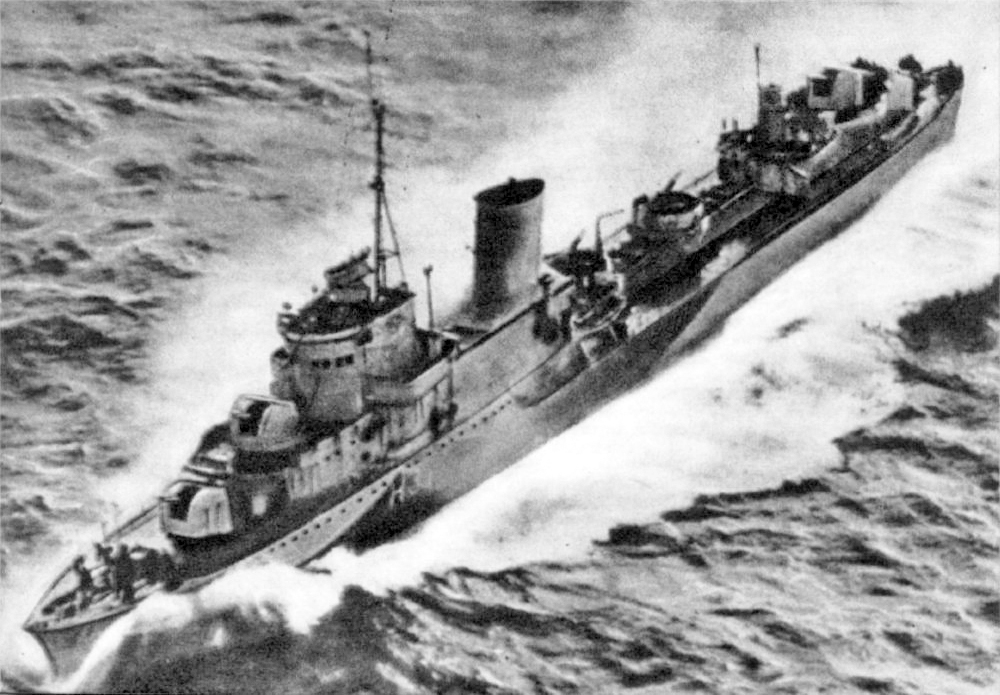
Il Błyskawica in navigazione in Atlantico durante il periodo bellico

Il 9 giugno il Błyskawica fu messo in cantiere a Cowes per lavori di riparazione e manutenzione, riprendendo il mare in agosto. Il 12 agosto i cannoni dell'unità contribuirono alla difesa di Portsmouth durante un bombardamento aereo tedesco, rivendicando l'abbattimento di un velivolo; a partire dal 30 agosto il Błyskawica fu invece impiegato come unità di scorta per un convoglio diretto negli Stati Uniti d'America: il 1º settembre recuperò un naufrago del mercantile Har Zion, silurato da un B-Boot, mentre il 3 settembre attaccò senza successo con artiglieria e cariche di profondità un sommergibile tedesco. Alla fine di settembre il Błyskawica fu impieganto nel pattugliamento della Manica, e il 29 settembre ebbe un fugace scontro notturno con alcune S-Boot tedesche; il 26 ottobre il cacciatorpediniere entrò in collisione con il peschereccio armato HMS Arran, rientrando in cantiere per le riparazioni fino al 3 dicembre. Il giorno seguente il Błyskawica salpò con un convoglio diretto negli Stati Uniti, ma incappò in una violenta tempesta che causò gravi danni; la nave dovette rientrare a Greenock per le riparazioni il 6 dicembre.
Il Błyskawica riprese il mare l'11 febbraio 1941 come scorta a un convoglio diretto in Islanda, ma incappò nuovamente in una tempesta che causò gravi danni e rientrò a Greenock il 14 febbraio; mentre era ancora in cantiere, il 13 marzo contribuì a contrastare un'incursione aerea tedesca abbattendo un bombardiere. Il 20 giugno l'unità si trasferì nei cantieri di Cowes per sottoporsi a estesi interventi di modernizzazione durati fino al 2 novembre seguente: fu aggiunto un impianto radar, i cannoni da 120 mm furono rimpiazzati da impianti binati di pezzi da 102 mm a impiego duale antinave/antiaereo, e l'armamento secondario fu completamente sostituito con mitragliere da 20 mm Oerlikon. Il Błyskawica tornò pienamente operativo il 30 dicembre, quando si trasferì a Reykjavík.

### Anni 1942-1945

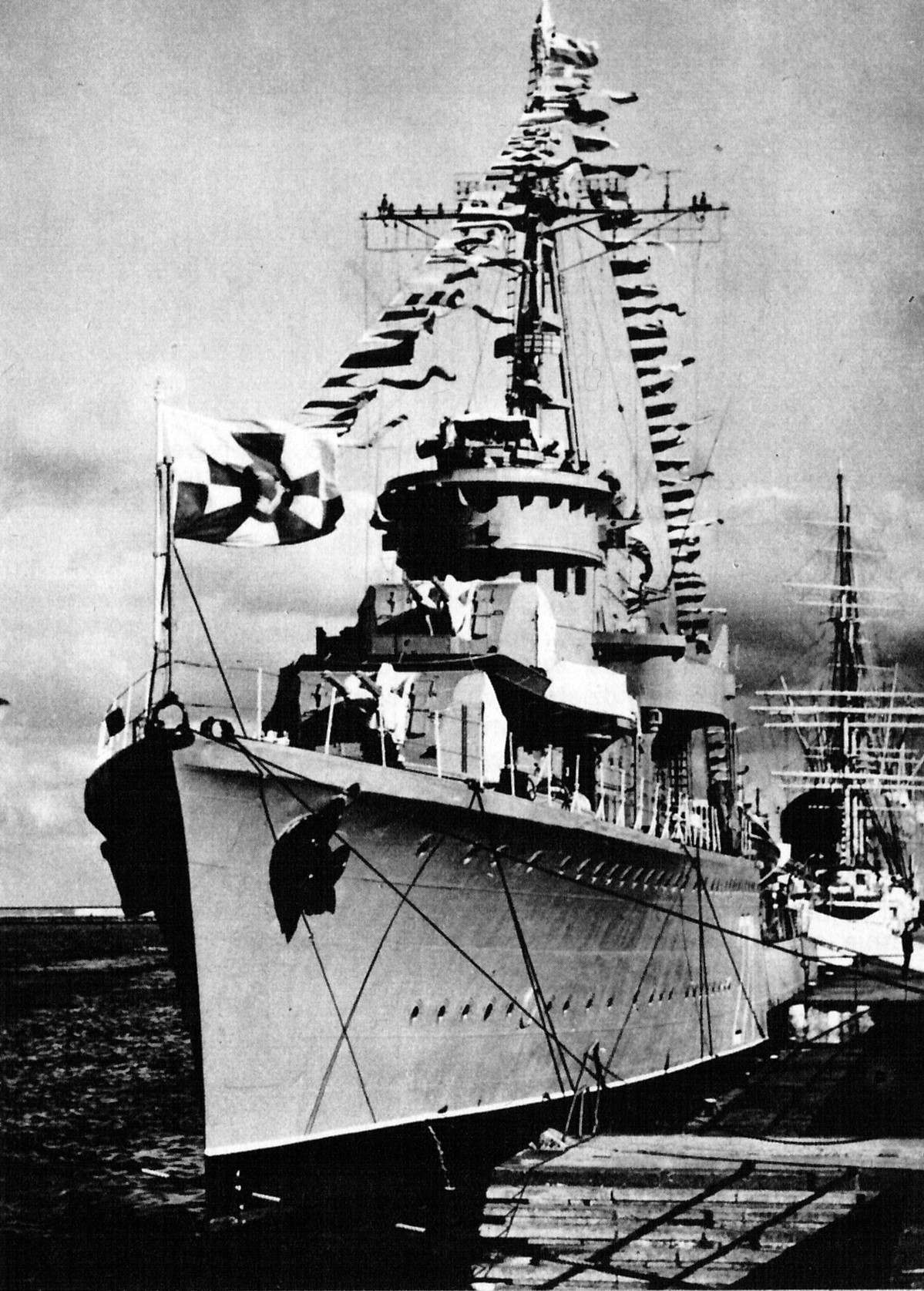
La nave con issato il gran pavese

A partire dall'inizio del gennaio 1942 il Błyskawica fu impegnato in missioni di scorta ai convogli mercantili tra l'Islanda e il Regno Unito; il 4 aprile subì nuovi danni a causa di una tempesta e il 9 aprile seguente entrò in cantiere a Cowes per nuove riparazioni: mentre era fermo in bacino, il 23 e il 28 aprile il cacciatorpediniere subì lievi danni in incursioni aeree tedesche sul cantiere. Il 4 maggio il Błyskawica era ancora fermo a Cowes quando una violenta incursione portata da 160 bombardieri della Luftwaffe si abbatté sulla città: il cacciatorpediniere contribuì alla difesa con un pesante fuoco antiaereo, e al termine dell'incursione i marinai polacchi si unirono ai vigili del fuoco e alle squadre di soccorso per prestare aiuto alla popolazione civile.
Rientrato in azione in agosto, continuò con le operazioni di scorta ai convogli nell'oceano Atlantico settentrionale fino alla fine di ottobre, quando fu trasferito al largo delle coste del Marocco per prendere parte all'operazione Torch: a partire dall'8 novembre la nave partecipò a svariate missioni di bombardamento costiero, scorta dei convogli e caccia ai sommergibili nemici al largo delle coste nordafricane, ma il 12 novembre subì gravi danni a causa di un'incursione aerea tedesca e dovette rientrare a Gibilterra per riparazioni protrattesi fino al 5 dicembre. Trasferito all'inizio del 1943 in forza alla Cruiser Force Q di base a Bona, il Błyskawica svolse missioni lungo le coste dell'Algeria e nel Mediterraneo occidentale fino al 22 maggio, quando lasciò Gibilterra per rientrare nuovamente a Cowes per un ennesimo ciclo di lavori di manutenzione di routine proseguiti fino alla fine del novembre seguente.
Nuovamente operativo, il Błyskawica fu assegnato alla scorta dei "convogli artici" diretti in Unione Sovietica lungo la rotta Reykjavík - Murmansk fino alla fine di maggio 1944, quando fu richiamato nel Regno Unito. Assegnato alle forze navali impegnate nello sbarco in Normandia, il Błyskawica pattugliò le acque a occidente della Francia e, il 9 giugno, partecipò alla battaglia di Ushant al largo delle coste bretoni, nel corso della quale una formazione di cacciatorpediniere alleati colò a picco due cacciatorpediniere tedeschi. Nei tre mesi seguenti il Błyskawica pattugliò in lungo e in largo il Golfo di Biscaglia alla ricerca di navi tedesche in fuga (operazioni Kinetic e Assault); il 15 luglio, in coppia con i cacciatorpediniere HMS Tartar e HMCS Haida, l'unità sorprese e affondò due dragamine tedeschi e un'altra nave non identificata. In ottobre infine il Błyskawica rientrò nel Regno Unito per riprendere le missioni di scorta ai convogli nelle acque delle Isole britanniche.
Il 4 febbraio 1945 il cacciatorpediniere andò in cantiere per un nuovo ciclo di lavori; la nave tornò operativa infine il 5 luglio seguente, quando le ostilità nel teatro europeo si erano ormai concluse. Nel corso della guerra il Błyskawica percorse circa 146.000 miglia, scortò 83 convogli mercantili, effettuò 108 operazioni di pattugliamento e contribuì all'affondamento di due unità nemiche, al danneggiamento di tre U-Boot e all'abbattimento di almeno quattro aerei. Le perdite tra l'equipaggio nel periodo bellico ammontarono a 5 morti e 48 feriti per tutte le cause. Per il suo servizio in guerra, l'unità fu insignita dell'onorificenza polacca della croce d'oro dell'Ordine Virtuti militari.

### Il dopoguerra

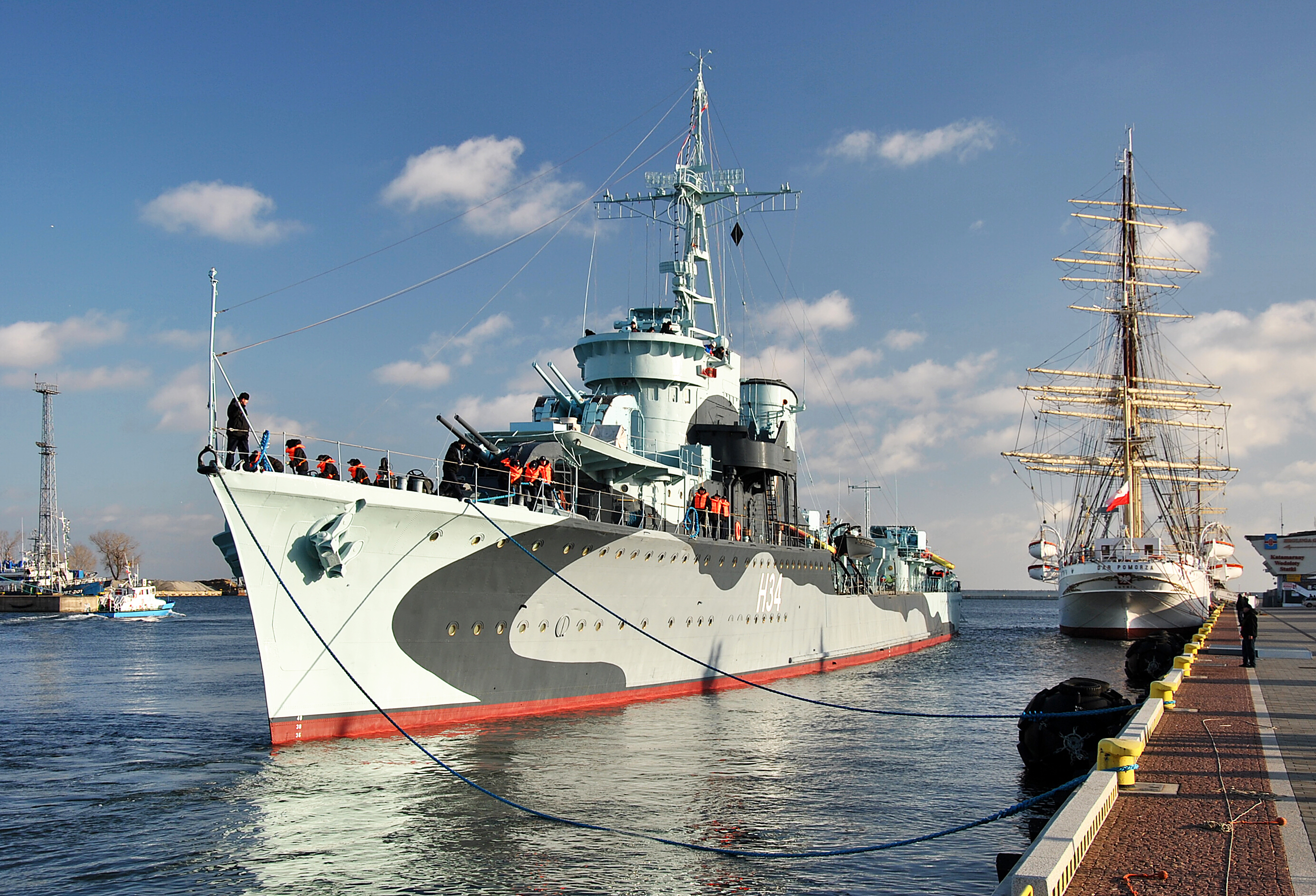
Il Błyskawica ormeggiato a Gdynia nel 2012

Dopo aver preso parte al largo delle coste della Scozia alle operazioni di affondamento degli U-Boot tedeschi consegnatisi agli Alleati (operazione Deadlight), il 5 gennaio 1946 il Błyskawica salpò per Rosyth dove fu formalmente ceduto alla Royal Navy il 28 maggio unitamente alle unità cedute dai britannici ai polacchi nel corso della guerra. Il 1º luglio 1947 la nave tornò a battere la bandiera polacca e tre giorni dopo si trasferì a Gdynia.
Trasformato in nave scuola per gli allievi ufficiali della Marina polacca a partire dal 1948, il Błyskawica fu sottoposto a estesi lavori tra la fine del 1950 e i primi mesi del 1951, nel corso dei quali le artiglierie, le dotazioni e i radar di origine britannica furono completamente rimpiazzate con equivalenti equipaggiamenti di origine sovietica. Negli anni seguenti la nave fu impiegata in varie crociere di istruzione e visite di rappresentanza nella zona del Baltico e del Mare del Nord, visitando Leningrado nel 1951 e Portsmouth nel 1955; fra l'ottobre 1957 e il giugno 1961 il Błyskawica fu sottoposto a nuovi lavori di manutenzione e ristrutturazione, nel corso dei quali le sovrastrutture furono completamente ricostruite e modificate. Tra il 1961 e il 1967 compì varie crociere di addestramento toccando i porti di Helsinki, Londra, Stoccolma, Copenaghen, Göteborg, Leningrado e Narvik; il 9 agosto 1967, mentre era impegnato in un'esercitazione in mare, subì seri danni a causa dell'esplosione di una condotta del vapore, un incidente che causò anche sette morti tra l'equipaggio.
Rimorchiato a Gdynia con l'impianto di propulsione ormai compromesso, la Marina polacca giudicò antieconomico procedere alle riparazioni e il 12 dicembre 1969 il Błyskawica fu ridotto a un ruolo statico venendo riclassificato come unità per a difesa antiaerea e costiera del porto di Świnoujście. La nave fu ufficialmente radiata dai ranghi della Marina polacca il 22 novembre 1974, ma si decise di preservarla per il suo valore storico: rimorchiato nel porto di Gdynia, il Błyskawica fu trasformato all'inizio del 1975 in nave museo nell'ambito del nuovo museo navale della città aperto al pubblico il 1º maggio 1976, ruolo che continua a ricoprire tuttora. Dal luglio 2006 il Błyskawica fu "gemellato" con il cacciatorpediniere canadese Haida, anch'esso un veterano della seconda guerra mondiale preservato come nave museo.